# كلاوس امبلر
كلاوس امبلر (بالألمانية: Klaus Ampler) (و. 1940 – 2016 م) هو دراج على الطريق من ألمانيا، ألمانيا الشرقية . ولد في ماغديبورغ .
وهو عضو في Socialist Unity Party of Germany .
توفي في لايبزيغ .

## جوائز
حصل على جوائز منها:
- Patriotic Order of Merit in Gold
- Banner of Labor.

## روابط خارجية
- كلاوس امبلر على موقع أرشيف الدراجات (الإنجليزية)
- كلاوس امبلر على موقع إحصائيات الدراجات الإحترافية (الإنجليزية)
- كلاوس امبلر على موقع أوليمبيديا (الإنجليزية)